# شهرستان رامسر
شهرستان رامسر یکی از شهرستان‌های استان مازندران در ایران است.
مرکز این شهرستان، شهر رامسر است. مردم رامسر به گویش رامسری سخن می‌گویند.
از مکان‌های دیدنی این شهر می‌توان به هتل رامسر، آبگرم رامسر، کاخ محمدرضا شاه و خیابان کازینو اشاره کرد.

## جمعیت
بنابر سرشماری مرکز آمار ایران در سال ۱۳۹۵، جمعیت شهرستان رامسر برابر با ۷۴٫۱۷۹ نفر (۲۵٫۳۱۲خانوار) بوده‌است.